# Эстонка (Абхазия)
Эстонка или Допуакыт (абх. Допуакыт, груз. ესტონკა, эст. Estonia) — село в Абхазии, в Гулрыпшском районе частично признанной Республики Абхазия, согласно административному делению Грузии — в Гульрипшском муниципалитете Абхазской Автономной Республики. Высота над уровнем моря составляет 50 метров. Основано эстонскими колонистами в 1882 году.

## Население
В 1959 году в селе Эстонка жило 1092 человек, в основном русские (во Владимировском сельсовете в целом — 2577 человек, также в основном русские, а также армяне). В 1989 году в селе Эстонка жило 1279 человек.